# Patrum auctoritas
Patrum auctoritas — законодательный акт, которым римские патриции, собравшиеся в куриатном собрании (см. Комиции), утверждали за выбранным царем полноту его государственной власти (imperium), доходившей до права жизни и смерти.
Ввиду неясности источников (Ливий, 1, 17, 22, 33; Дионисий 2, 60; Цицерон, Rep. 2, 13, 17, 18, 20, 21) установить в подробности содержание этого акта трудно. Позднее акт «Рatrum auctoritatis» превратился в так называемый «Lex curiata de imperio» — закон, который царь или, по уничтожении царской власти, магистрат, долженствовавший обладать imperium, проводил в куриатном собрании и который сообщал ему полноту imperium. По предположению Карловы, при передаче после реформы Сервия Туллия избрания царя, а затем магистратов, в центуриатные собрания (см. Комиции) патриции удержали за собой право утверждать за царем или магистратом высшие должностные полномочия (собирать войско, налагать военную подать, собирать центуриатное собрание или отказывать в них. Чтобы получить эти полномочия, царь или магистрат должны были испрашивать у патрициев издания закона об их imperium. В руках патрициев «Lex curiata de imperio» был поэтому могущественным средством влияния на выборы магистратов в центуриатных комициях.